# Walter Raffeiner
Walter Raffeiner (* 8. April 1947 in Wolfsberg, Kärnten; † 25. Dezember 2009 in Frankfurt am Main) war ein österreichischer Opernsänger in der Stimmlage Tenor.

## Leben und Wirken
Walter Raffeiner studierte von 1966 bis 1971 Gesang an der Musikhochschule Wien und wurde unter anderem von dem Gesangspädagogen Alexander Kolo ausgebildet. Seine Sängerkarriere begann er zunächst als Bariton. Es folgten erste Engagements als Bariton am Opernstudio der Kölner Oper (1972), am Stadttheater Hagen (1973–1976) und am Staatstheater Darmstadt (1976–1979). Raffeiner sang in dieser Zeit hauptsächlich das lyrische Bariton-Fach wie den Papageno in Die Zauberflöte, den Figaro in Der Barbier von Sevilla, aber auch die dramatischere Titelrolle der Oper Eugen Onegin. Im Mai 1977 sang er am Staatstheater Darmstadt die männliche Titelrolle bei der westdeutschen Erstaufführung der Oper Der Schuhu und die fliegende Prinzessin. Am Ende seines Engagements in Darmstadt vollzog Raffeiner einen Fachwechsel vom hohen Bariton zum Heldentenor. Seine erste Tenorpartie war 1979, noch im Darmstädter Engagement, der Pedro in Tiefland von Eugen d’Albert.
Mit Beginn der Saison 1979/80 ging Raffeiner als jugendlicher Heldentenor und Heldentenor an die Oper Frankfurt. Er blieb dort bis 1987 festes Ensemblemitglied. Raffeiner gehörte in der Direktion von Michael Gielen zu den herausragenden Protagonisten der Frankfurter Oper. Raffeiner sang dort unter anderem Stolzius in Die Soldaten (Premiere: Juni 1981; Regie: Alfred Kirchner, Dirigent: Michael Gielen), Florestan in Fidelio und Max in Der Freischütz (Neuinszenierung, Spielzeit 1983/84). In der Spielzeit 1982/83 übernahm er unter der musikalischen Leitung von Michael Gielen die Titelrolle in einer Parsifal-Inszenierung von Ruth Berghaus (Premiere: November 1982). Den Parsifal sang er auch in den folgenden Spielzeiten immer wieder, so u. a. bei Aufführungen im April 1985 und im Juni 1987. In Berghaus’ Frankfurter Ring-Inszenierung übernahm er den Siegmund in Die Walküre (Spielzeit 1985/86, Premiere: Mai 1986), den er auch im Juni 1987 im Rahmen der Wiederholung des Ring-Zyklus erneut sang.
In der Spielzeit 1979/80 sang er an der Deutschen Oper am Rhein die Titelrolle des Alexej in der Oper Der Spieler (Premiere: Juni 1980, Regie: Bohumil Herlischka); Raffeiner hatte „überragendes Profil“ und erfüllte mit seinem „flexiblen Charaktertenor“ alle Anforderungen der Partie „souverän“. In der Spielzeit 1980/81 gastierte er, von seinem Frankfurter Festengagement aus, an den Städtischen Bühnen Freiburg als Titelheld in Lohengrin; er zeigte „ein klangschönes, sinnliches und kräftiges Material, das er zu färben und zu nunancieren“ verstand. Im April 1981 sang er am Opernhaus Nürnberg als Gast den Max in der Oper Der Freischütz. Im Januar 1982 gastierte er, ebenfalls von seinem Frankfurter Festengagement aus, am Nationaltheater Mannheim in der Reihe „Festliche Opernabende“ neben Gwyneth Jones (als Leonore) als Florestan in Fidelio; im Mai 1982 war er dort als Parsifal zu hören. Im Juni 1982 übernahm er am Theater Bremen (Theater am Goetheplatz) in der letzten Premiere der Spielzeit 1981/82 die Titelpartie in einer szenischen Produktion des Händel-Oratoriums Jephta; Raffeiner war in der Aufführung ein Sänger-Darsteller, der das Regiekonzept von Herbert Wernicke „glänzend umsetzen konnte.“
Raffeiner sang auch an der Wiener Staatsoper. Er debütierte dort 1981 als Lohengrin. Ab 1986 hatte er dort einen festen Gastvertrag. Zu seinen Rollen an der Staatsoper gehörten der Freischütz-Max, außerdem Herodes in Salome und der Tambourmajor in Wozzeck; in der letztgenannten Rolle wirkte er allerdings „vokal wie optisch unpassend“. In der Spielzeit 1988/89 war er an der Wiener Staatsoper in insgesamt vier Vorstellungen der Bürgermeister in der Oper Der Besuch der alten Dame in einer musikalischen Neueinstudierung der Premieren-Produktion von 1971.
Raffeiner gastierte weiters bei den Salzburger Festspielen. Dort sang er 1984 den Gran Sacerdote in der Oper Idomeneo von Wolfgang Amadeus Mozart. 1986 war er der wohlhabende Bürgermeister Silvanus Schuller in der Uraufführung der Oper Die schwarze Maske von Krzysztof Penderecki. Mehrfach gastierte er auch am Musiktheater im Revier in Gelsenkirchen, u. a. in der Spielzeit 1986/87 als Amme Arnalta und Hofdichter Lucano in L’incoronazione di Poppea und in der Spielzeit 1987/88 als Pasqua in Il campiello von Ermanno Wolf-Ferrari.
Regelmäßig gastierte Raffeiner außerdem an der Hamburgischen Staatsoper. In der Spielzeit 1984/85 sang er den Schiuskij in Boris Godunow in einer Neuinszenierung (Regie: Kurt Horres). Im November 1984 sang er in Hamburg den Parsifal. In der Spielzeit 1984/84 war er außerdem der Titelheld im Händel-Oratorium Belsazar (Regie: Harry Kupfer). In der Spielzeit 1985/86 übernahm er in Hamburg den Tichon in der Neuinszenierung der Oper Katja Kabanowa (Premiere: November 1985, Regie: Peter Ustinov). In der Spielzeit 1988/89 sang Raffeiner in Hamburg die Titelpartie in der Belsazar-Wiederaufnahme, wo er „durch seinen schonungslosen vokalen und darstellerischen Einsatz beeindruckte, der manche Unebenheiten der Stimmführung wettmachen konnte“.
An der Bayerischen Staatsoper in München trat Raffeiner ebenfalls immer wieder auf. In der Spielzeit 1979/80 sang er die Titelpartie in einer szenischen Umsetzung des Händel-Oratoriums Judas Maccabaeus (Premiere: Februar 1980, Regie: Herbert Wernicke). In seiner Interpretation „neigte er mit dem Habitus des prophetischen Helden etwas zum Überziehen“; stimmlich verfügte er über „ausreichenden tenoralen Glanz und über einen absolut überzeugenden Wortausdruck“. In den Jahren 1987–1988 war er in München als Herodes zu hören. In der Spielzeit 1989/90 übernahm er den Max in der Freischütz-Neuinszenierung (Premiere: Februar 1990, Regie: Niels-Peter Rudolph), konnte diesmal [aber] „nur mit trübem Tenor aufwarten“ und war, obwohl „optisch bestens in Konzept passend, stimmlich eine Fehlbesetzung“.
Raffeiner gastierte am Opernhaus von Rouen (1982, als Siegmund), an der Grand Opéra in Paris (1982, als Lohengrin), am Théâtre Royal de la Monnaie in Brüssel (1983 als Max; 1989 als Tambourmajor in Wozzeck; 1992 als Herodes), an der Oper Bonn (1983, als Tristan), am Staatstheater Kassel (Spielzeit 1984/85 als Siegmund; Spielzeit 1988/89 als Parsifal), am Badischen Staatstheater Karlsruhe (im April 1985 als Parsifal, als Einspringer für Siegfried Jerusalem), an der Oper Köln (April 1984 als Parsifal mit einem „kräftigen, etwas rauhen Tenor, der zwar heldischen Glanz besitzt, aber zuwenig Schattierungen in der Dynamik kennt“; Januar 1988 als Tambourmajor, wo er allerdings mit seinem „angestrengt wirkenden Tenor enttäuschte“), am Theater Basel (1989, als Herodes in Salome), in Rotterdam (Mai 1988 als Siegmund; beim Ring-Gastspiel des Staatstheaters Kassel anlässlich der Eröffnung des neuerbauten Stadttheaters Rotterdam), in Amsterdam (1990, 1991 und 1994 als Eisenstein) und beim Opera Forum in Enschede (Januar/Februar 1993 als Tambourmajor in Wozzeck). In der Spielzeit 1996/97 war er in Amsterdam ein „charaktervoll singender“ Aegisth in Willy Deckers Elektra-Neuinszenierung.
Im Juli 1989 sang er beim „Gustav-Mahler-Fest Kassel ’89“ Mahlers-Zyklus Lieder eines fahrenden Gesellen in der Klavierfassung. In der Spielzeit 1991/92 sang er am Opernhaus Graz die Bariton-Rolle des Königs Froila in der szenischen Uraufführung der Originalfassung der Oper Alfonso und Estrella von Franz Schubert. 1994 verkörperte er in der Bundeskunsthalle in Bonn die Rolle von Michail Gorbatschow in der Uraufführung der satirischen Kammeroper Gorbatschow von Franz Hummel. Im Juli 1993 sang er bei den 200. Rudolstädter Festspielen in der szenischen Erstaufführung der Oper Schwarzschwanenreich von Siegfried Wagner die Rolle des Ludwig; diese Rolle wiederholte er dort im Juni 1994. In der Spielzeit 1997/98 gastierte er an der Berliner Volksbühne als Baron Gondremarck in der Operette Pariser Leben, in einer Inszenierung von Christoph Marthaler, die auch bei den Wiener Festwochen 1998 zu sehen war. 1999 gastierte Raffeiner bei den Wiener Festwochen in einer Produktion der satirischen Kurzoper Bählamms Fest von Olga Neuwirth, bei der ebenfalls Christoph Marthaler wieder Regie führte. In der Spielzeit 2001/02 übernahm Raffeiner am Theater Aachen die stumme Rolle der Fenella in der Oper La Muette de Portici (Regie: Barbara Beyer), die er in „aufwühlender, intensiver und zu Herzen gehender schauspielerischer Dichte“ als einen „in geistiger Armut, Hässlichkeit und Hilflosigkeit gefangenen Menschen“ darstellte.
Ab Ende der 1990er Jahre beschäftigte sich Raffeiner intensiv mit dem Musikschaffen von Kurt Weill. Er trat in mehreren Bühnenwerken Weills auf und spielte CDs mit dessen Musik ein. Raffeiner trat häufig auch bei experimentellen Produktionen auf, beispielsweise im Rahmen des Klangforum Wien. 2001 trat er dort mit seinem Konzertprogramm Gefälschte Wienerlieder auf. 2002 trat er in einer Produktion der Neuen Oper Wien als Tambourmajor in einer Wozzeck-Bearbeitung für Kammerorchester auf. 2003 wirkte er im Rahmen der Wiener Festwochen bei einer weiteren Produktion der Neuen Oper Wien mit, als Sprecher in der Opernhandlung Das Mädchen mit den Schwefelhölzern von Helmut Lachenmann.
Seit 2007 war Raffeiner offiziell in Pension, trat aber weiterhin noch bei Bühnenproduktionen auf. 2008 sang er im MuseumsQuartier Wien erneut in einer Opernproduktion der Neuen Oper Wien, diesmal in Eine Marathon-Familie von Isidora Žebeljan. 2009 sang er in Baden bei Wien bei den Operettenfestspielen des Stadttheaters Baden in der Sommerarena den Schweinezüchter Zsupán in der Operette Der Zigeunerbaron von Johann Strauß.